# Cárcel de la Ranilla

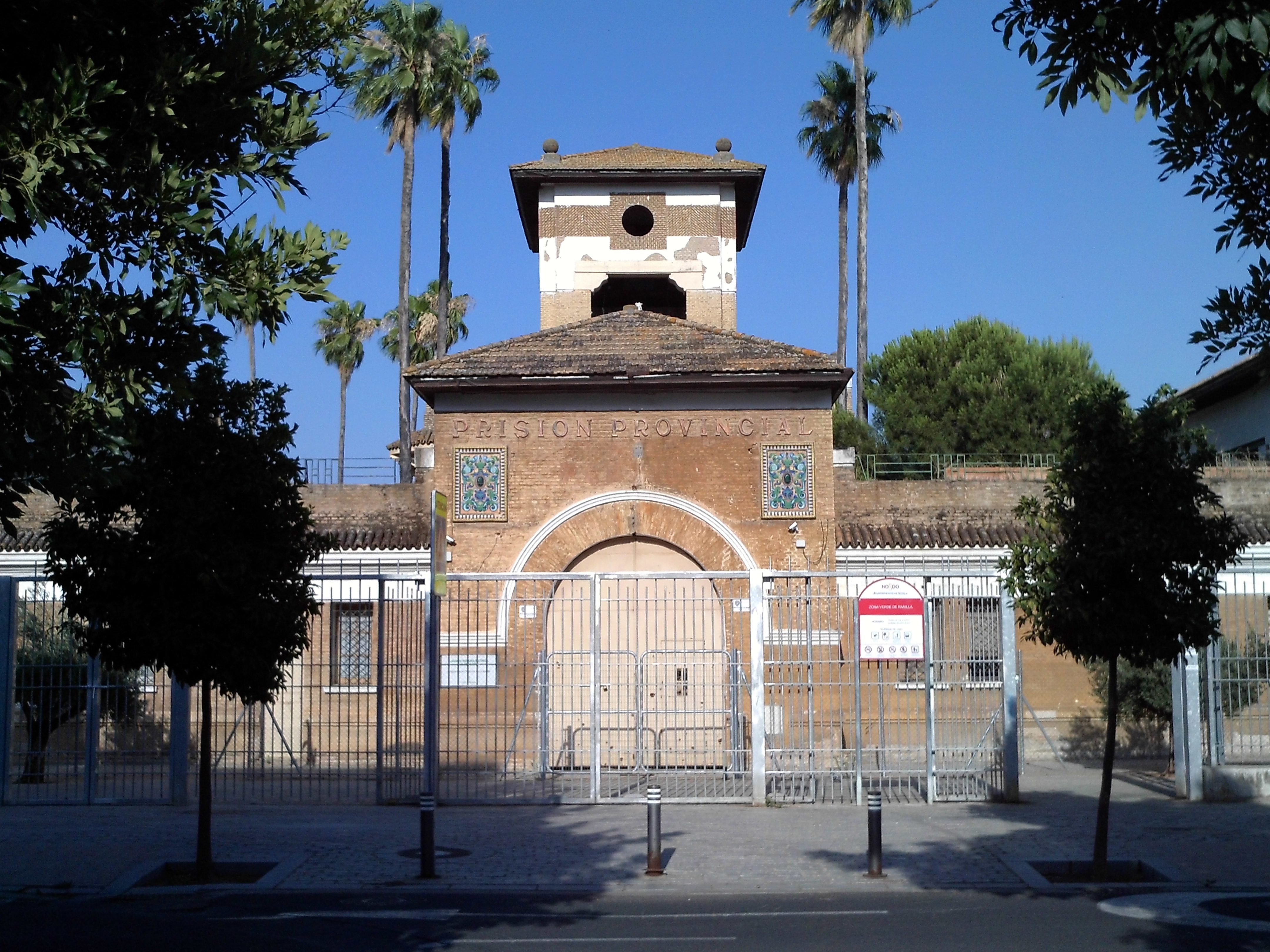
Pabellón delantero de la cárcel.

La cárcel de la Ranilla fue un centro penitenciario de Sevilla, Andalucía, España. Fue construida como prisión provincial y, posteriormente, se la llamó Sevilla 1.

## Historia
El centro usado hasta entonces fue la cárcel del Pópulo. La cárcel de Ranilla —proyectada para cuatrocientos presos— fue inaugurada el 15 de mayo de 1933, durante la II República. Debe su nombre al arroyo Ranilla, llamado posteriormente Tamarguillo, que fue desviado en 1963.
Durante la guerra civil se hacinaron en su interior miles de presos políticos republicanos. Tan solo cinco días después del golpe de Estado se recluyó allí a 1438 personas, y durante la posguerra se llegó a quintuplicar su aforo. Hasta febrero de 1937, 1039 presos salieron de la cárcel, de los que al menos un tercio fueron ejecutados a través del Bando de Guerra. Se imponían castigos ejemplarizantes, y las pésimas condiciones provocaban enfermedades como el tifus, que diezmaron la población reclusa: 489 presos fallecieron entre 1936 y 1954. También hubo un barracón de mujeres, algunas de ellas ejecutadas por fusilamiento. Muchos prisioneros y prisioneras fueron utilizados como mano de obra esclava: una parte fue destinada a la construcción del conocido como Canal de los Presos en la cuenca del Bajo Guadalquivir. En los años 50 y 60, acabaron encarcelados allí muchos opositores políticos y sindicales a la dictadura franquista.
En 1982 se realizaron algunas obras de mejora y se amplió con cuatro estancias más. En junio de 1991 un atentado de ETA en la cárcel causó cuatro muertos y treinta heridos.
La cárcel se abandonó y fue derribada en 2007. En 2015 se finalizó en la zona el parque de Ranilla, de 2,7 hectáreas. El pabellón delantero, donde se encontraba la entrada de la prisión, fue conservado.
En 2005 los sindicatos CGT y UGT solicitaron que no se tirase el módulo 3 por haber estado destinado a presos políticos. Finalmente, se hizo un camino con pérgolas donde se encontraba el módulo 3.

### Lugar de Memoria Histórica
El 20 de marzo de 2012, el Consejo de Gobierno de la Junta de Andalucía acordó declarar La Ranilla como Lugar de Memoria Histórica de Andalucía.
El 9 de noviembre de 2022, el Ayuntamiento de la ciudad aprobaba el inicio de la contratación del Plan Museológico del futuro Centro de la Memoria Histórica de Sevilla que será previsiblemente ubicado en el Pabellón de Ingresos de la antigua cárcel. Se trataría del primer centro de estas características en Andalucía, que servirá como espacio expositivo, divulgativo y de investigación de la represión franquista.